# Belleville (Nova Jersey)
Belleville és una ciutat del Comtat d'Essex, a l'estat de Nova Jersey, dels Estats Units d'Amèrica.
El nom original del poble era "Second River" (Segon riu), pel riu que hi passa (Second River), però els habitants l'anomenaven "Belleville" i hom l'oficialitzà el 1.797.

## Política
En les eleccions generals de 2004, el demòcrata John Kerry aconseguí un 52% del vot, mentre que el republicà Bush obtingué un 47%.

## Ensenyament
Belleville compta amb escoles per a alumnes des de guarderia fins a 12é curs.

## Personatges il·lustres
- Tres membres (Frank Iero, Ray Toro i Mikey Way) del grup de rock My Chemical Romance en són originaris i un altre (Gerard Way) hi ha estudiat.
- El pilotari valencià Jan hi va nàixer.